# Equites singulares
Equites singulares (в переводе с латыни — индивидуальные всадники) — в Древнем Риме в эпоху Принципата личные конные телохранители императора или губернаторов провинций.
Предшественником этих конных формирований были лат. Germani corporis custodes, германские всадники, охранявшие Юлия Цезаря во время его галльских походов. Они продолжили своё существование при Августе, но были распущены после разгрома римском войске в 9 году. Также в этот период употреблялось, если судить по надписям на могильных камнях, название лат. Caesaris Augusti corporis custodes.
лат. Equites singulares Augusti, состоящие из 1 000 батавов, были сформированы при Траяне или ранее, при Флавиях. Их лагерь находился на Целийском холме. При Септимии Севере их количество было удвоено, и был построен новый лагерь рядом со старым. Останки этого лагеря были обнаружены в XX веке при раскопках под Латеранской базиликой. С течением времени название формирования изменялось, отражая изменения в обращении к императору. Во II веке это было лат. equites singulares imperatoris nostris, а в III веке при Коммоде — лат. equites singulares domini nostris.
В провинциях губернаторы также собирали с целью личной охраны equites singulares, равно как и пехотные лат. pedites singulares. При этом солдаты не покидали своих основных соединений, а участие в охране губернатора не приводило к повышению оплаты. Количество провинциальных singulares зависело от величины провинции, и в крупных могло также достигать 1 000—1 500 всадников и 500 пехотинцев.
После победы над Максенцием в 312 году Константин Великий расформировал преторианскую гвардию и equites singulares, оказавших ему наиболее ожесточённое сопротивление.